# Aalborg Bibliotekerne
Aalborg Bibliotekerne er biblioteksvæsenet for Aalborg Kommune. Det består af Hovedbiblioteket, 3 bogbusser, HistorieAalborg og 12 lokalbiblioteker. Hovedbiblioteket er centralbibliotek for bibliotekerne i Region Nordjylland.
Alle afdelinger er selvbetjente, dvs. der er adgang til bibliotekerne med sit sundhedskort når man er tilmeldt som låner, også når der ikke er personale til stede (den betjente åbningstid).
Biblioteket tilbyder også en række digitale tilbud, som man har adgang til som låner. Det er bl.a. at se film på Filmstriben og låne lydbøger og e-bøger på eReolen.dk

## Historie
Tekst mangler, hjælp os med at skrive teksten

## Afdelinger
Aalborg Bibliotekerne består af følgende afdelinger.

### Hovedbiblioteket
Hovedbiblioteket er placeret i Aalborg Midtby, på adressen Rendsburggade 2, hvor det er indgang til biblioteket fra et overdækket område. Biblioteket har foruden bøger, aviser, musik, film og lignende, mange computere, spillekonsoller mv. opstillet til brug i biblioteket, samt legeområder for børn. Der findes også en biograf. Biblioteket har også mange aktiviteter eller tilbud som advokatvagt, bogcafé, børnefødselsdag, gældsrådgivning, IT-café, lektiecafé, læseklub, sprogcafé og udlån af lokaler. Man kan også møde en sundhedskonsulent og optræde på Åben scene. Arkiveret 5. januar 2017 hos  Wayback Machine

### Biblioteket Grønlands Torv
Biblioteket Grønlands Torv var en filial af Aalborg Bibliotekerne beliggende i Aalborgs sydøstlige hjørne i et område kaldet Grønlandskvarteret. Biblioteksfilialen var placeret i bunden af et højhus, som fortrinsvis beboes af handicappede personer, der således havde ubesværet adgang til bibliotekslokalet. Biblioteket hørte til Team Syd som også består af Kongerslev bibliotek og Storvorde bibliotek. Storvorde bibliotek åbner 21. januar 2008 i nye lokaler, på rådhuset i Storvorde.
Biblioteket Grønlands Torv var sammen med Biblioteket Ørnevej, København, de eneste folkebiblioteker i Danmark, som har en særsamling for og om døve og hørehæmmede.

### Hals Bibliotek
Hals Bibliotek er et familiebibliotek. Biblioteket ligger centralt i Hals by lige ud mod Skansen. Udenfor biblioteket ligger en legeplads som et tilbud til mindre børn.
På Hals Bibliotek kan man få information, hjælp og vejledning i alt, hvad der har med det offentlige at gøre. Der tilbydes borgerservice i hele bibliotekets åbningstid som et supplement til Aalborg Kommunes BorgerServiceCentre Arkiveret 5. december 2008 hos  Wayback Machine.

### Haraldslund Bibliotek
Haraldslund Bibliotek var et lokalbibliotek i Aalborg Bibliotekerne. Det havde til huse i Haraldslund Vand- og Kulturhus i Aalborg Vestby.
Haraldslund Bibliotek var, som det første bibliotek i Danmark, en del af et kombineret idræts- og kulturhus: Haraldslund. Bibliotek, svømmehal, motionscenter og mødelokaler findes under samme tag, og det har givet mulighed for at skabe et spændende hus, der rummer både kulturelle-, folkelige- og idrætsaktiviteter.
Biblioteket var organisatorisk knyttet sammen med bibliotekerne i Nørresundby, Løvvang, Vestbjerg og Hasseris.

### Hasseris Bibliotek
Hasseris Bibliotek er centralt beliggende i Hasseris bymidte.
Biblioteksfilialen blev oprettet i 1952 i den gamle købmandsgård Svalegården, som blev flyttet fra Nytorv til Hasseris i 1952. I 1968 flyttede Hasseris Bibliotek til nye lokaler i Hasseris Bymidte.

### Løvvang Bibliotek
Løvvang Bibliotek lå indtil 2017 i Løvvang Shoppingcenter, Nørresundby. I forbindelse med ombygningen af centret blev biblioteket flyttet ind på Løvvangskolens PLC. Biblioteket blev lukket helt i sommeren 2018.

### Nibe Bibliotek
Tekst mangler, hjælp os med at skrive teksten

### Nørresundby Bibliotek
Nørresundby Bibliotek ligger i dag (2008) på adressen Østerbrogade 52B i Nørresundby. Biblioteket har imidlertid ligget flere andre steder i byen:
Sidst i 1800-tallet opstod der i Danmark lejebiblioteker, hvor man mod betaling kunne låne bøger. Sidst i århundredet blev et lejebibliotek oprettet i Nørresundby af Christian Halkier i Østergade. Dette bibliotek havde en bogbestand på lidt over 1.000 bind.
I sommeren 1917 opstod tanken om et folkebibliotek i Nørresundby. Pastor M. Dystrup og kantor Leth var ophavsmændene bag idéen, og begge blev valgt ind i det femmandsudvalg, der fik til opgave at føre planerne ud i livet.
I 1918 stiftede man "Biblioteksforeningen for Nørresundby og Omegn", hvilket betød, at også borgere i nabokommunen Sundby-Hvorup skulle kunne låne bøger på biblioteket. 21. november 1918 åbnede biblioteket i en lille toværelses lejlighed i Østergade 13, hvor lærer Christian Lørup blev ansat som bibliotekar.
Nørresundby Bibliotek er et lyst og indbydende bibliotek. I januar 2008 genåbnede biblioteket efter en måneds nyrenovering.
Når man træder ind i biblioteket, bliver man mødt af et inspirationsområde, hvor man kan finde spændende bøger. Hvis man vil se nærmere på nogle af bøgerne, kan man tage dem med sig videre ind i biblioteket og studere dem i en af de hyggekroge, der findes over hele biblioteket. I læsehjørnet er der stille og roligt. Her kan man fordybe sig i dagens avis eller de nyeste blade, eller man kan nyde udsigten over fjorden og Limfjordsbroen. Har man lyst, kan man drikke en kop kaffe til.
Der er mulighed for at arbejde i fred og ro ved en af bibliotekets computere. Hvis man har en bærbar pc med, er det muligt at komme på nettet, for der er trådløst internet over hele biblioteket.
Også børnene er der tænkt på. Til de mindste og deres forældre er der et område, der indbyder til hyggelæsning og leg. Her kan forældrene også studere bøger om børn fra forældrehylden. De større børn kan hygge sig i deres område med gode bøger, pc'er og bordfodboldspil.

### Storvorde Bibliotek
Tekst mangler, hjælp os med at skrive teksten

### Svenstrup Bibliotek
Svenstrup Bibliotek er beliggende i Svenstrup i den sydlige del af Aalborg Kommune.
Biblioteket har til huse i en gammel villa og ligger centralt ved Torvet.

### Trekanten – bibliotek og kulturhus
I Aalborg Øst har Aalborg Bibliotekerne en afdeling beliggende i det lokale multihus Trekanten – bibliotek & kulturhus.

### Vejgaard Bibliotek
Tekst mangler, hjælp os med at skrive teksten

### Vodskov Bibliotek
Tekst mangler, hjælp os med at skrive teksten

## Tidligere afdelinger

### Farstrup Bibliotek
Tekst mangler, hjælp os med at skrive teksten

### Kongerslev Bibliotek
Tekst mangler, hjælp os med at skrive teksten

### Vestbjerg Bibliotek
Lukket den 1. januar 2011.

## Ekstern henvisning
- Hovedbibliotekets hjemmeside Arkiveret 21. december 2008 hos  Wayback Machine
- Nørresundby Biblioteks hjemmeside Arkiveret 9. september 2010 hos  Wayback Machine
- Hals Bibliotek Arkiveret 30. april 2008 hos  Wayback Machine